# Mação (freguesia)
Mação is een plaats (freguesia) in de Portugese gemeente Mação en telt 2276 inwoners (2001).